# シェリダン岬

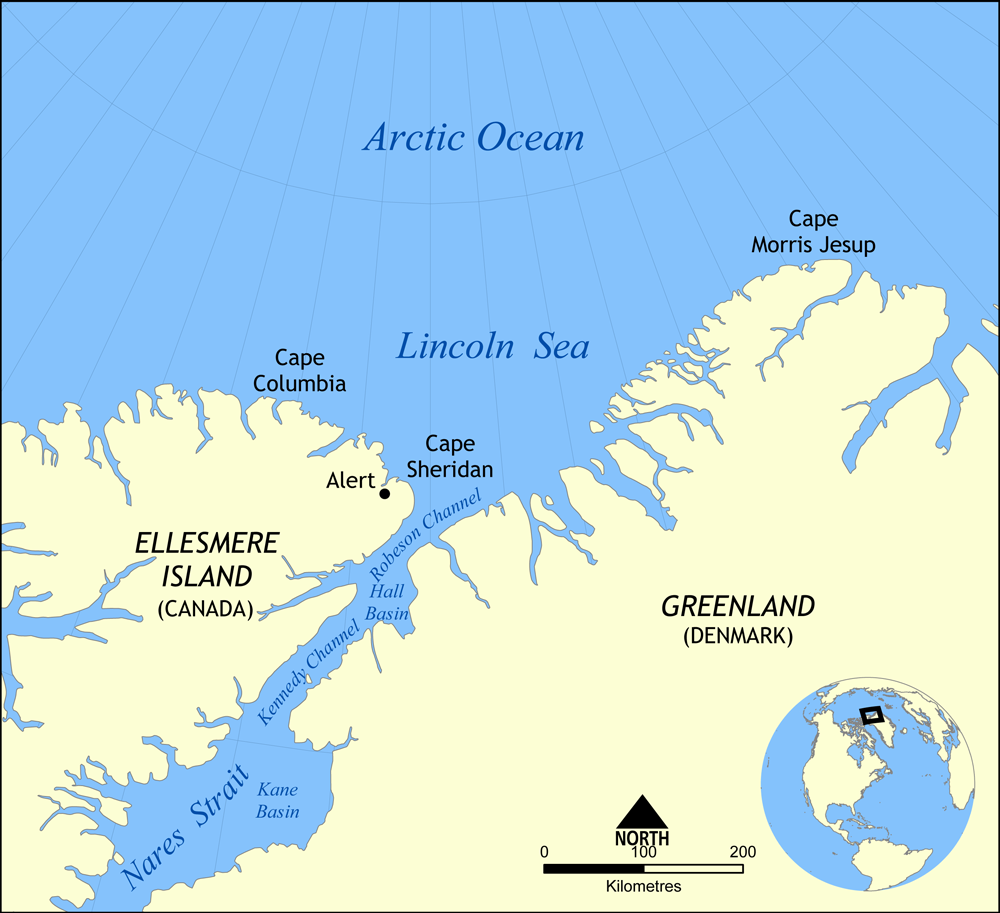
地図

シェリダン岬（Cape Sheridan）はカナダのエルズミーア島北東岸に位置し、北極海のリンカーン海に面している。北極点に近い場所のひとつでありその距離は約840kmであるが、同じエルズミーア島のコロンビア岬はそれよりも約75km北極点に近い。
シェリダン岬は1908年から1909年のロバート・ピアリーの北極点到達を目指した探検の際の越冬場所であった。
世界で最も北にある人が定住している場所アラートが、シェリダン岬の西12kmの場所にある。
国際水路機関が定めるバフィン湾の北端はシェリダン岬とグリーンランドのBryant岬を結ぶ線となっている。